# Bloys van Treslong (geslacht)

Koninklijk Besluit van 16 september 1815. Wapen: In rood twee beurtelings gekanteelde zilveren dwarsbalken (Dalem); in een rood vrijkwartier drie palen van paalvair en een gouden hoofd (Chatillon). Twee helmen; twee kronen van drie bladeren en twee parels; dekkleden rechts blauw en goud, de uiteinden rood en goud, links rood en zilver; helmtekens rechts een uitkomende rode draak met geopende, naar boven gerichte, vlucht, links een uitkomende zilveren zwaan met geopende, naar boven gerichte, vlucht, rode snavel en om de hals een gouden kroontje; schildhouders twee gouden leeuwen, rood getongd; het geheel geplaatst op een arabesk van goud en rood.

Bloys van Treslong  is een Nederlands geslacht, waarvan leden vanaf 1815 behoren tot de Nederlandse adel.

## Geschiedenis
De stamreeks begint met de schipper Jacob Huybrechts die tussen 1595 en 1620 vermeld wordt; hij was getrouwd met Truycken Jans van Bloys, die door bastaardij afstamt van het middeleeuwse riddergeslacht van Bloys. Zijn zoon noemde zich Bloys en een nazaat van hem, Cornelis Bloys (1701-1747) noemde zich in de 18e eeuw Bloys van Treslong. In 1815 werden twee kleinzonen van die laatste verheven in de Nederlandse adel en in 1816 werden nog twee broers van hen in de adelstand verheven.
Van de vier geadelde broers hadden er twee nageslacht; van de oudste van hen stierf de tak in 1986 uit. Anno 2023 leeft alleen nog nageslacht van de jongste van de vier broers.

### Bloys van Treslong Prins
In 1814 werd een zoon van het echtpaar Prins-Bloys van Treslong bij de Burgerlijke Stand ingeschreven met de geslachtsnaam Bloys van Treslong Prins waarna een tak met die naam van het geslacht Prins ontstond.

## Enkele telgen
Cornelis Bloys (1701-1747) noemde zich in de 18e eeuw Bloys van Treslong
- Cornelis Johannes Bloys, zich later noemende Bloys van Treslong (1723-1797), stadhouder, thesaurier en burgemeester van Steenbergen
  - Jhr. Jacob Arnout Bastingius Bloys van Treslong (1756 1825), secretaris-generaal van het ministerie van Marine
  - Jhr. Cornelis Ysaac Bloys van Treslong (1763-1828), kapitein-ter-zee in de Bataafse en Koninklijk Hollandse marine
  - Jhr. Willem Otto Bloys van Treslong (1765-1837), viceadmiraal en hofmaarschalk van koning Lodewijk Napoleon
  - Jhr. Jan Lodewijk Bloys van Treslong (1775-1827), agent van 's Rijks schatkist
    - Jhr. Jacques Corneille Henri Bloys van Treslong (1807-1852), agent van 's Rijks schatkist
      - Jhr. Jacques Corneille Henri Bloys van Treslong (1837-1899), notaris
        - Jhr. Otto Gerard Bloys van Treslong (1874-1958), luitenant-kolonel
          - Jhr. Otto Guy Bloys van Treslong (1911-1996), arts voor inwendige ziekten
            - Jhr. ir. Willem Otto Guy Bloys van Treslong (1943-2010), raadgevend ingenieur bij Rijkswaterstaat
              - Jhr. drs. Otto Willem Arnout Bloys van Treslong (1971), COO bij een bank (2023), chef de famille

            - Jkvr. drs. Josina Margaretha Bloys van Treslong (1948); trouwde in 1972 met mr. Berend-Jan Marie baron van Voorst tot Voorst (1944-2023), commissaris van de Koningin in Limburg en staatssecretaris in het kabinet-Lubbers II (Europese Zaken) en Lubbers III (Defensie)
- Johan Bloys van Treslong (1727-1770)
  - Johan Arnold Bloys van Treslong (1754-1824), viceadmiraal, adjudant des Konings
    - Johanna Arnoldina Bloys van Treslong (1791-1814); trouwde in 1813 met Jacob Prins (1790-1843), hypotheekbewaarder
      - Pieter Arnold Johan Blois van Treslong (1814-1852), luitenant-ter-zee
        - Johan Constant Theodoor Bloys van Treslong Prins (1849-1873), tweede luitenant
          - Paul Constant Bloys van Treslong Prins (1873-1940), genealoog die ook publiceerde over deze familie Bloys van Treslong